# Блумский, Марк
Марк Герберт Блумский (англ. Mark Herbert Blumsky; 29 августа 1957, Нельсон, Новая Зеландия) — новозеландский политик, предприниматель и спортсмен. Бывший член Парламента и 32-й мэр Веллингтона (1995—2001).

## Биография

### Ранние годы
Родился 29 августа 1957 года в новозеландском городе Нельсон, в семье журналиста Джона Блумского, имеет польские корни. Обучался в St Bede's College и Колледже Линвуд в Крайстчерче. В 1976 году он начал работать в Hannah’s Footwear Company, где проделал путь от простого продавца до национального менеджера по продажам. В 1989 году основал собственную компанию Mischief Shoes, которая выросла в общенациональную сеть с многомиллионными оборотами. В 1995 году он покинул компанию, чтобы начать политическую карьеру.

### Мэр Веллингтона
В 1995 году Блумский в качестве независимого кандидата одержал победу на выборах мэра Веллингтона, набрав 44,36 % голосов. Позже он был переизбран в 1998 году. Одним из его главных обещаний во время кампании 1995 года было не допустить продажи оставшихся 51 % акций Capital Power. Однако во время своего первого срока на посту мэра, Блумский согласился продать эти акции, ссылаясь на коммерчески конфиденциальную информацию. Будучи мэром, он был сфокусирован на создании имиджа Веллингтона как захватывающего и разнообразного города для туризма и жизни. Также он стал первым патроном Wellington Gay Business group GAP. Среди прочего, он разработал Totally Wellington (региональный туристический промоутер), основал Веллингтонское региональное агентство экономического развития и создал инфраструктуру для киноиндустрии.
Он гордился тем, что жил в обычной городской квартире и выходил в город по вечерам. Длительной сагой была его борьба с известным уличным музыкантом «Kenny», исполнителем кантри-музыки в ковбойской шляпе, чей усилитель был конфискован советом, поскольку раздражал других квартиросъёмщиков.
Блумский покинул пост мэра в 2001 году и поддержал кандидатуру Керри Прендергаст, которая и стала его преемником, победив на выборах в том же году.

### 2001—2005
Оставив поста мэра, Блумский вернулся к деловой жизни. С октября 2001 по сентябрь 2002 год он координировал весьма успешный показ в Веллингтоне первых двух фильмов Питера Джексона «Властелин колец».
В 2002 году, в день рождения королевы Елизаветы II, был награждён почётным орденом королевы за общественные заслуги.
С сентября 2002 года по июль 2004 года являлся основателем и директором Creative HQ, бизнес-инкубатора для быстрорастущих стартапов, ориентированных на экспорт. С августа 2004 года по май 2005 года он занимал должность директора по продажам и маркетингу в Norsewear, известной новозеландской компании по производству одежды с оборотом в несколько миллионов долларов.

### Член Парламента
В начале 2004 года Блумский вступил в партию United Future по настоянию её лидера Питера Данна. СМИ прозвали Блумского человеком «с самыми харизматичными бровями в политике». Он занял пост президента партии и, как ожидалось, должен был участвовать в выборах от United Future, однако вскоре подал в отставку, сославшись на конфликт интересов.
В октябре того же года Блумский объявил, что будет участвовать в выборах в парламент от Национальной партия Новой Зеландии в центральном избирательном округе Веллингтона. В июне 2005 года Национальная партия опубликовала партийный список, в котором Блумский занял 36 место.
Предвыборная кампания была омрачена инцидентом, в котором он получил синяк под глазом и другие ссадины, возвращаясь домой поздно вечером. По его словам, он не помнит самого инцидента, но уверен, что на него напали. Политические оппоненты предположили, что он был пьян, также свидетельница сообщила, что когда она помогала ему дойти до своей двери, он был в состоянии опьянения. Полиция провела расследования, но обвиняемых не нашлось.
По результатам всеобщих выборов 2005 года Блумский был избран депутатом палаты представителей Новой Зеландии. В 2007 году заявил, что в будущем не будет участвовать в парламентских выборах.

### Ниуэ
В сентябре 2010 года Блумский был назначен Верховным комиссаром Новой Зеландии на Ниуэ, сменив в этой должности Джона Брайана. В феврале 2014 года уступил должность Россу Ардерну.
На Ниуэ Блумский женился на местной девушке Полин Рекс и с тех пор постоянно проживает там. В 2018 году он стал представителем Ниуэ на Играх Содружествах, проходивших в австралийском Голд-Косте. Блумский участвовал в соревнованиях по игре в боулз в парах и четвёрках, но в обеих дисциплинах не смог преодолеть групповой этап.